# Albert van Giffen

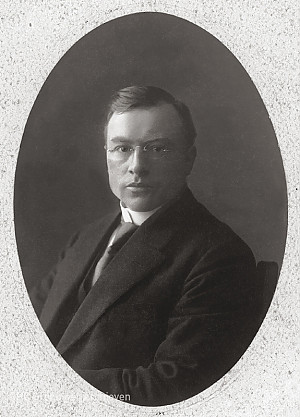
Albert Egges van Giffen, ca. 1935

Albert Egges van Giffen (* 14. März 1884 in Zuidhorn-Noordhorn; † 31. Mai 1973 in Zwolle) war ein niederländischer Archäologe, Botaniker und Zoologe.

## Leben und Werk
Albert Egges van Giffen wurde am 14. März 1884 in Noordhorn, einem Dorf der Gemeinde Zuidhorn in der niederländischen Provinz Groningen als Sohn des Predigers Jan van Giffen und der Hendrika Postgeboren geboren. Er besuchte die Gymnasien in Sneek und Zutphen und begann nach dem Abitur im Jahr 1904 an der Reichsuniversität Groningen Botanik und Zoologie zu studieren. 1910 promovierte er cum laude mit einer Arbeit über die Fauna der Wurten, zu der ihn eine vorherige Assistenztätigkeit beim Centraal Bureau voor de kennis van de provincie Groningen en omgelegen streken („Zentrales Büro für die Kenntnis der Provinz Groningen und Umgebung“) in den Jahren 1908 bis 1910 angeregt hatte. Nach einer weiteren Assistenzzeit im zoologischen Labor in Groningen (1911–1912), wurde er 1912 Kurator des Rijksmuseum van Oudheden in Leiden, eine Funktion, die er bis 1917 ausübte.

### Konflikt mit Jan Hendrik Holwerda
Unmittelbar nach Beginn dieser Tätigkeit arbeitete er auf den Ausgrabungskampagnen mit, die Jan Hendrik Holwerda zwischen 1908 und 1915  in Leidschendam-Voorburg durchführte, dem römischen Forum Hadriani. Über Holwerda erlernte er die deutsche Ausgrabungsmethodik, bei der auch Bodenspuren/Bodenverfärbungen beobachtet und dokumentiert wurden. Diese Methode ermöglichte es, auch die Konstruktion bereits vollständig verfallener Holzgebäude nachzuvollziehen. Schon bald entwickelten sich zwischen den beiden Forschern fachliche Gegensätze. Möglicherweise war der Praktiker Van Giffen seinem Lehrer Holwerda, der mehr Theoretiker war, auf diesem Felde bald gleichrangig. Zudem galt er als ehrgeizig und konzentrierte sich vielleicht zu sehr auf seine eigene Karriere in der niederländischen Archäologie. Der Konflikt zwischen den beiden Forschern gewann jedenfalls derart an Schärfe, dass selbst eine Intervention des damaligen niederländischen Ministerpräsidenten Pieter Cort van der Linden den Streit nicht zu schlichten vermochte, so dass die zu den bedeutendsten niederländischen Archäologen ihrer Zeit gehörenden Wissenschaftler fortan nicht mehr miteinander kommunizierten.

### Von Leiden zurück nach Groningen
1917 verließ Van Giffen die Leidener Universität und Holwerda und kehrte als Kurator des zoologischen Labors nach Groningen zurück. Seine weiteren Aktivitäten dort führten 1920 zur Gründung des BAI Biologisch-Archaeologisch Instituut van de Rijksuniversiteit Groningen („Biologisch-Archäologisches Institut der Reichsuniversität Groningen“), dessen Leitung er 1928 übernahm.

### „Vater der Hünengräber“ und die Arbeitsbeschaffungsmaßnahme von Ezinge

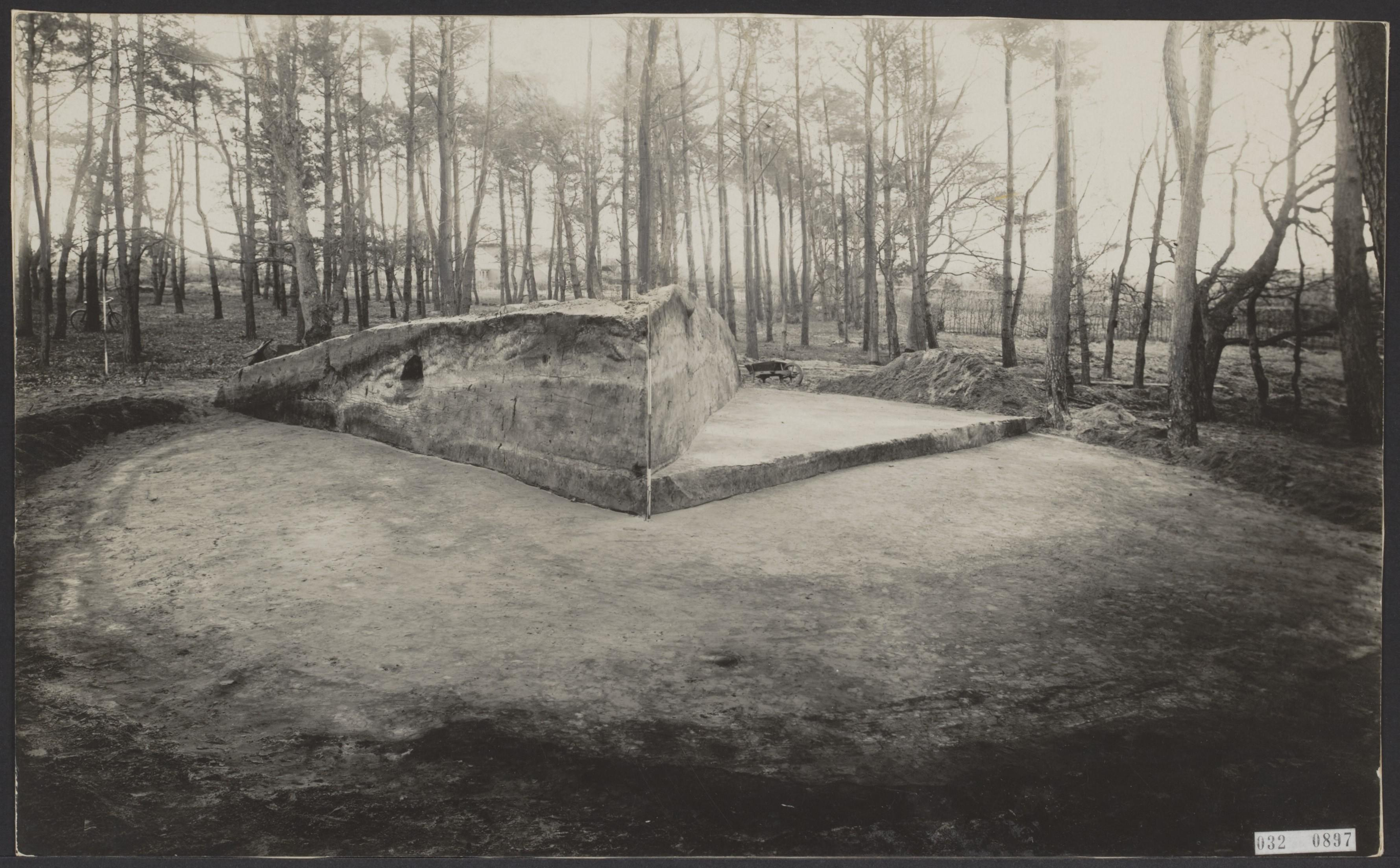
Ausgrabung eines Grabhügels mittels Quadrantenmethode in fortgeschrittenem Stadium (um 1927)

1919 wurde Van Giffen von der Regierung beauftragt, einen Bericht über die Lage der niederländischen Dolmen zu verfassen. In mehrjähriger Arbeit wurden alle Grabhügel vermessen sowie photographisch und textlich dokumentiert. Das Resultat dieses Großprojektes war Van Giffens wohl bekannteste, bis 1927 vollständig erschienene, dreibändige Publikation De Hunebedden in Nederland. Dieses Unternehmen sowie der Umstand, dass die Dolmen auch weiterhin einer von Van Giffens Arbeitsschwerpunkten blieben, trugen ihm den durchaus anerkennenden Spitznamen Vader van de hunebedden („Vater der Hünengräber“) ein. 1930 rundete eine weitere Publikation mit dem Titel Die Bauart der Einzelgräber das Standardwerk ab. Van Giffen wendete bei Hügelgräbern als erster eine Form der von Mortimer Wheeler auch bei großflächigen Untersuchungen zum Standard entwickelten Quadrantenmethode (nach Wheeler und der britischen Archäologin Kathleen Kenyon auch „Wheeler-Kenyon Methode“ genannt) mit versetzten Querstegen an. Dadurch konnten die Plana und die Profile in ihrer gegenseitigen räumlichen Beziehung untersucht werden. Auch hierin unterschied sich seine Methodik von der Holwerdas, der es bevorzugte, Grabhügel mittels schmaler, meist T-förmig verlaufender Gräben zu schneiden.
Die Folgen der Weltwirtschaftskrise von 1929 und die daraus resultierenden Arbeitsbeschaffungsmaßnahmen ermöglichten es Van Giffen, weitere größere Projekte in Angriff zu nehmen. Ein ihm bereits seit längerer Zeit auffällig gewordener Fundplatz bei dem Dorf Ezinge in der Gemeinde Winsum wurde in den Jahren 1931 bis 1934 zu einem größeren archäologischen Arbeitsbeschaffungsprojekt, bei dem eine zweitausendjährige Siedlungskontinuität zwischen 500 v. Chr. und 1500 n. Chr. nachgewiesen werden konnte.

### Besatzungszeit und Nachkriegsaktivitäten
1932 wurde Van Giffen Mitglied der Königlichen Akademie der Wissenschaften in Amsterdam. 1939 kam Albert van Giffen (1884–1973) in die Bretagne um den Grabhügel von La Motta auszugraben. Ebenfalls 1939 wurde er außerordentlicher Professor für Urgeschichte und Germanische Archäologie an der Groninger Universität, 1943 ordentlicher Professor. Er wird zwar als unpolitischer Mensch und dem Theoretisieren fremd gegenüber stehend beschrieben, nutzte aber die Möglichkeiten, die ihm die deutsche Besatzungsmacht bot, um beispielsweise in Praetorium Agrippinae (Valkenburg (ZH)), Havelte und Zeijen, einem Dorf der Gemeinde Tynaarlo in der Provinz Drenthe, Notgrabungen durchzuführen. Bereits 1941 war er durch Beschluss des Stadtrats zum außerordentlichen Professor der Universiteit van Amsterdam ernannt worden, 1943 jedoch wieder von diesem Amt zurückgetreten. Unter veränderten politischen Bedingungen, nach der Befreiung, wurde er jedoch 1946 erneut in Amsterdam zum außerordentlichen Professor gewählt.
Nach 1945 förderte er die Palynologie in archäologischen Kontexten. Im Jahr 1947 wurde er der erste Leiter des Rijksdienst für Oudheidkundig Bodemonderzoek („Reichsdienst für altertumswissenschaftliche Bodenuntersuchungen“), der Vorgängerorganisation des heutigen Rijksdienst voor het Cultureel Erfgoed („Reichsdienst für das kulturelle Erbe“) mit Sitz in Amersfoort. Schließlich gelang es ihm 1951, ein Institut für Vor- und Frühgeschichte an der Universität Amsterdam zu gründen. In den 1950er Jahren gehörte er zu den ersten niederländischen Archäologen, die sich der Stadtkernarchäologie (konkret in Amsterdam und Groningen) widmeten. Insgesamt aber waren in den Jahren zwischen dem Kriegsende 1945 und seiner Pensionierung im Jahr 1954 in den Niederlanden mehr Archäologen aktiv geworden, die zum Teil noch von ihm oder seinen zeitgenössischen Kollegen ausgebildet worden waren. Entsprechende wissenschaftliche Dispute waren an der Tagesordnung. Van Giffen zeigte ein letztes Mal, dass eine Persönlichkeit wie er seine Bedeutung in der niederländischen Archäologie nur schwer mit anderen zu teilen oder sie gar anderen zu überlassen bereit war. So gelang es ihm zu bewirken, dass er nach seiner Pensionierung zum Rijksadviseur voor de bescherming en de instandhouding van de hunebedden en de gerestaureerde archeologische monumenten („Regierungsberater für den Schutz und die Erhaltung der Dolmen und der restaurierten archäologischen Denkmäler“) ernannt wurde.

### Privatleben, Tod und Nachwirkung
Am 15. Dezember 1911 heiratete Van Giffen Klaziena Geertruida Homan, mit der er zwei Töchter und zwei Söhne hatte, bevor die Ehe am 12. Juli 1938 geschieden wurde. Eine zweite, am 30. November 1938 mit Guda Erica Gerharda Duijvis geschlossene Ehe blieb kinderlos.
Van Giffen starb am 31. März 1973 in Zwolle. Seine Sammlungen vermachte er der Rijksuniversiteit Groningen. Das Institut für Vor- und Frühgeschichte der Universität Amsterdam wurde nach ihm Albert Egges van Giffen Instituut voor Prae- en Protohistorie (Universiteit van Amsterdam) benannt.

## Schriften (Auswahl)
- Het dalingsvraagstuk der Alluviale Noordzeekusten, in verband met bestudeering der terpen. Noordhoff, Groningen 1910.
- Fauna der Wurten. Brill, Leiden 1913
- De hunebedden in Nederland. Band 1, Oosthoek, 1925.
- De hunebedden in Nederland. Band 2, Oosthoek, 1926.
- De hunebedden in Nederland. Band 3, Oosthoek, 1927.
- Die Bauart der Einzelgräber. Beitrag zur Kenntnis der älteren individuellen Grabhügelstrukturen in den Niederlanden (= Mannus-Bibliothek Band 44). Kabitzsch, Leipzig 1930.
- Der Warf in Ezinge, Provinz Groningen, Holland, und seine westgermanischen Häuser. In: Germania. Anzeiger der Römisch-Germanischen Kommission des Deutschen Archäologischen Instituts 20, 1936, S. 40–47.
- Oudheidkundige aanteekeningen over Drentsche vondsten (IV). Van Gorum-Aan den Brink, 1937.
- Tumuli-Opgravingen in Gelderland, 1935/36. Gouda Quint, Arnheim 1937.
- Continental Bell-or Disc-Barrows in Holland with special reference to Tumulus I at Rielsch Hoefke. (= Proceedings of the Prehistoric Society Bd. 4, Nr. 2). Cambridge University Press, Cambridge 1938.
- Opgravingen in Drente tot 1941. Boom & Zoon, 1943.
- mit Johannes Gerritsen und Willem Glasbergen: De romeinsche castella in den dorpsheuvel te Valkenburg aan den Rijn (ZH).(Praetorium Agrippinae). Vol. 1, Wolters, Groningen 1945.
- Het Noordse Veld bij Zeijen, Gemeente Vries. Opgravingen in 1944. In: Nieuwe Drentsche Volksalmanak 67, 1949, S. 93–148.
- Prähistorische Hausformen auf Sandböden in den Niederlanden. In: Germania. Anzeiger der Römisch-Germanischen Kommission des Deutschen Archäologischen Instituts 36, 1958, S. 35–71.
- mit Willem Glasbergen: De vroegste faze van de TRB-cultuur in Nederland. In: Helinium 4, 1964, S. 40–48.